# Chiesa di Sant'Andrea a Rovezzano
La chiesa di Sant'Andrea a Rovezzano è un luogo di culto cattolico situato nell'omonima via del quartiere Rovezzano di Firenze.

## Storia e descrizione

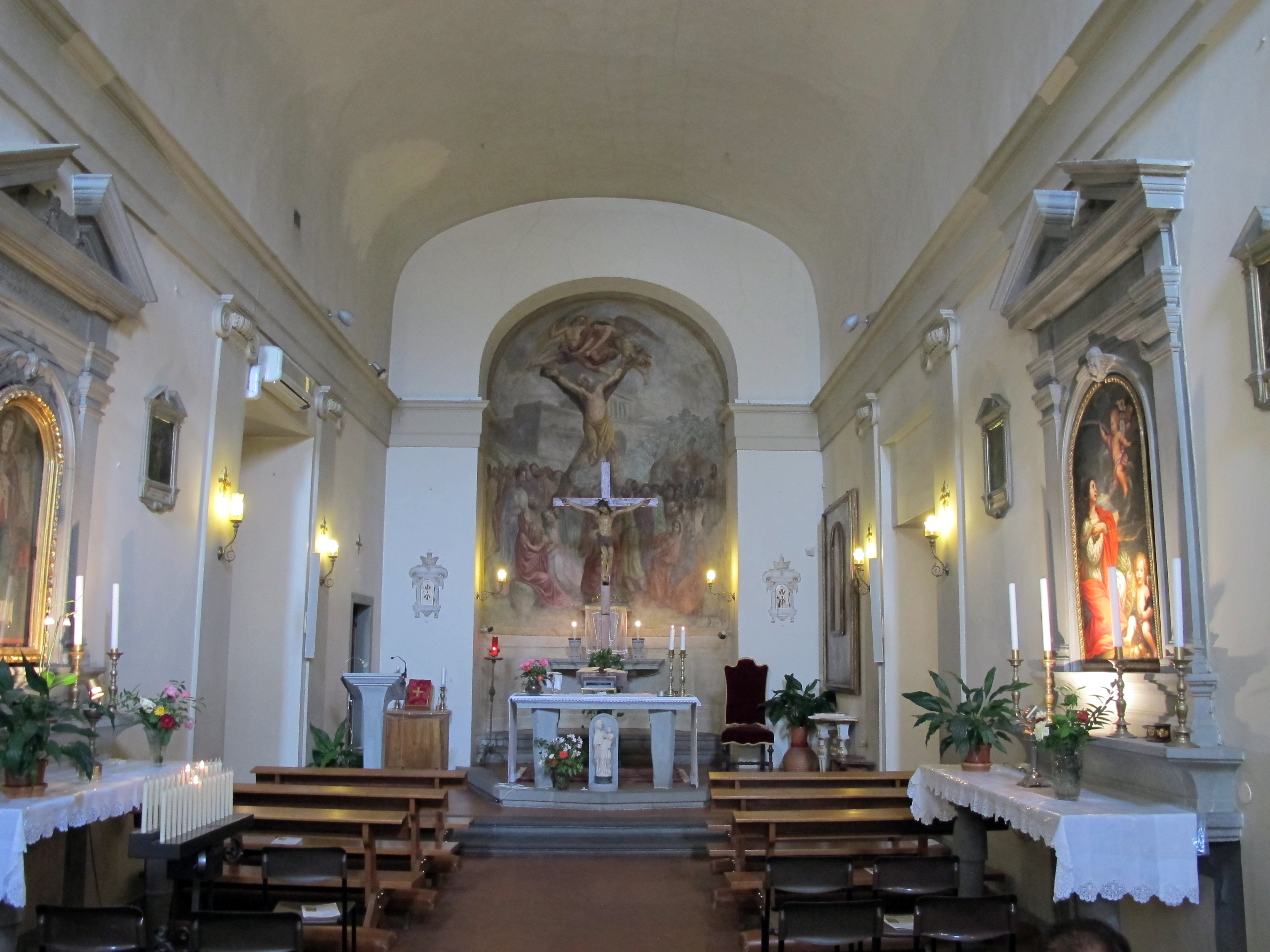
L'interno

Sorta sui resti di un oratorio anteriore al Mille, subì radicali ristrutturazioni nel XIII e nel XIX secolo. La torre campanaria appare di costruzione due-trecentesca. Restaurata nel 1989, ha l'interno ad unica navata con transetto.
La volta a botte e l'abside semicircolare furono affrescati da Luigi Ademollo nel 1828 con la Gloria e il martirio di sant'Andrea. 
Nel lato sinistro della navata è custodita una tavola della prima metà del XIII secolo con la Madonna e il Bambino detta Madonna di Rovezzano del cosiddetto Maestro di Sant'Andrea a Rovezzano, mentre in quello di destra vi è una tela del '700 raffigurante Santa Cristina. 
Nel transetto si trovano una Madonna col Bambino della bottega di Luca della Robbia ed un Crocifisso ligneo del '500.